# Schizocharis amaniensis
Schizocharis amaniensis är en stekelart som beskrevs av Geoffrey John Kerrich 1969.
Schizocharis amaniensis ingår i släktet Schizocharis och familjen finglanssteklar. Artens utbredningsområde är Tanzania. Inga underarter finns listade i Catalogue of Life.